# Śmierć generała Warrena w bitwie pod Bunker Hill
Śmierć generała Warrena w bitwie pod Bunker Hill – tytuł dwóch obrazów olejnych namalowanych przez amerykańskiego artystę Johna Trumbulla, pierwszego datowanego na lata 1815 a 1831, oraz drugiego z 1834 roku. Dzieło przedstawia dramatyczny moment z bitwy pod Bunker Hill, która miała miejsce 17 czerwca 1775 roku podczas amerykańskiej wojny o niepodległość.

## Opis obrazu
Obraz ukazuje scenę śmierci generała Josepha Warrena, amerykańskiego lekarza i działacza politycznego, który zginął podczas bitwy pod Bunker Hill. W centrum kompozycji znajduje się postać umierającego Warrena, podtrzymywanego przez innych żołnierzy. Wokół niego toczy się zacięta walka między siłami brytyjskimi a amerykańskimi kolonistami. Trumbull z niezwykłą dokładnością oddał chaos bitwy, przedstawiając zarówno heroizm, jak i tragedię konfliktu. Na płótnie można dostrzec dymy z muszkietów, powiewające flagi oraz zróżnicowane mundury obu stron konfliktu.

## Kontekst historyczny
Bitwa o Bunker Hill była jednym z pierwszych starć amerykańskiej wojny o niepodległość. Mimo że technicznie zakończyła się zwycięstwem Brytyjczyków, amerykańscy koloniści zadali przeciwnikowi znaczne straty, co miało duży wpływ moralny na dalszy przebieg konfliktu.
Generał Joseph Warren, mimo że nie miał formalnego wykształcenia wojskowego, został mianowany generałem majorem milicji Massachusetts zaledwie trzy dni przed bitwą. Jego śmierć była ogromną stratą dla sprawy amerykańskiej i stała się symbolem poświęcenia w walce o niepodległość.

## Znaczenie artystyczne
Obraz Trumbulla jest uznawany za jedno z najważniejszych dzieł amerykańskiego malarstwa historycznego. Artysta połączył tu realizm przedstawienia z idealizacją bohaterów, tworząc dzieło, które nie tylko dokumentuje historyczne wydarzenie, ale również inspiruje patriotyczne uczucia.
Trumbull, który sam służył w armii kontynentalnej podczas wojny, dołożył wszelkich starań, aby jak najwierniej oddać szczegóły historyczne. Konsultował się z uczestnikami bitwy i starannie badał umundurowanie oraz uzbrojenie obu stron konfliktu.

## Wpływ i dziedzictwo
„Śmierć generała Warrena w bitwie pod Bunker Hill” odegrała znaczącą rolę w kształtowaniu amerykańskiej tożsamości narodowej. Obraz ten nie tylko upamiętnia ważne wydarzenie historyczne, ale również promuje ideały patriotyzmu i poświęcenia dla ojczyzny. Dzieło Trumbulla inspirowało kolejne pokolenia artystów i historyków, stając się ważnym elementem amerykańskiej ikonografii narodowej. Do dziś jest często reprodukowane w podręcznikach historii i innych publikacjach poświęconych amerykańskiej wojnie o niepodległość.

## Lokalizacja
Pierwszy obraz znajduje się obecnie w stałej kolekcji Museum of Fine Arts w Bostonie, gdzie pozostaje jednym z najcenniejszych eksponatów związanych z okresem rewolucji amerykańskiej, drugi w muzeum Wadsworth Atheneum.